# Herminia dolosa
Herminia dolosa là một loài bướm đêm trong họ Noctuidae.